# Casildo Condori
Casildo Condori Cochi, (a veces aparece con apellido maternal Vargas o Choque)conocido como «Víctor» durante su época de guerrillero (minas de Coro Coro, 9 de abril de 1941-Peña Colorada, 2 de junio de 1967) fue un minero boliviano que se integró como combatiente la Guerrilla de Ñancahuazú comandada por Ernesto Che Guevara en 1966-1967 en el sudeste de Bolivia, donde murió en combate.

## Biografía
Casildo Condori nació en Coro Coro, ciudad caracterizada por las minas de cobre ubicadas en la provincia de Pacajes , era fundador y primer secretario general del Comité del Partido Comunista de Bolivia (PCB) en Coro Coro. Se casó con Nancy Yujra Choque en 1961 y con ella tuvo tres hijos.
1. ↑  Rodríguez Ostria, Gustavo (2023).  Siles del Valle, Juan Ignacio, ed. Con las armas: el Che en Bolivia (Primera edición edición). Plural Editores. ISBN 978-9917-625-24-7.
2. ↑  Duran Chuquimia, Mario (4 de junio de 2018). «El “Che” camina en las calles de Corocoro». Consultado el 5 de agosto de 2024.

### Guerrilla de Ñancahuazú
Luego de la fallida experiencia del Congo, el Che Guevara organizó un foco guerrillero en Bolivia, donde instaló a partir del 3 de noviembre de 1967, en una zona montañosa cercana a la ciudad de Santa Cruz, en una área que atraviesa el río estacional Ñancahuazú, afluente del importante río Grande.
El grupo guerrillero tomó el nombre de ELN (Ejército de Liberación Nacional de Bolivia) con secciones de apoyo en Argentina, Chile y Perú. Casildo Condori se integró como combatiente al ELN junto a otros 20 guerrilleros bolivianos.
Fue designado para integrar el pelotón de retaguardia dirigido por Juan Vilo Acuña («Joaquín»).

### Caída en combate
El 2 de junio de 1967 salió en misión de hallar al guerrillero cubano Antonio Sánchez Díaz («Marcos») que había ido a recolectar alimentos y medicamentos al caserío de Peña Colorada (en el departamento de Cochabamba). Ambos fueron emboscados y asesinados por el ejército boliviano.
Pocas semanas después, el 9 de octubre, el Che Guevara moriría fusilado ilegalmente en La Higuera (Bolivia). Su cuerpo sería hallado en las cercanías de Lagunillas el 11 de abril de 2000.